# Biblioteca del Condado de Broward
La Biblioteca del Condado de Broward (Broward County Library) es el sistema de las bibliotecas del Condado de Broward, Florida, Estados Unidos. El sistema tiene una biblioteca central y muchas bibliotecas en el condado.

## Bibliotecas
- Main Library
- African-American Research Library and Cultural Center
- Beach Branch
- Tyrone Bryant Branch
- Carver Ranches Branch
- Century Plaza Branch
- Jan Moran-Collier City Learning Library
- Dania Beach-Paul DeMaio Branch
- Davie/Cooper City Branch
- Deerfield Beach-Percy White Branch
- Fort Lauderdale Branch
- Galt Ocean Mile Reading Center
- Hallandale Beach Branch
- Hollywood Branch
- Hollywood Beach-Bernice P. Oster Branch
- Imperial Point Branch
- Lauderdale Lakes Branch
- Lauderhill Towne Centre
- Lauderhill Mall Branch
- Miramar Branch
- Margate-Catherine Young Branch
- North Lauderdale Branch
- North Regional/BC Library
- Northwest Branch
- Northwest Regional Library
- Alvin Sherman Library, Research and Information Technology Center at Nova Southeastern University
- Pembroke Pines/Walter C. Young Resource Center
- Pompano Beach Branch
- Riverland Branch
- South Regional/BC Branch
- Southwest Regional Library
- Stirling Road Branch
- Sunrise-Dan Pearl Branch
- Sunset Strip Branch
- Tamarac Branch
- West Regional Library
- Weston Branch